# Пир мудрецов

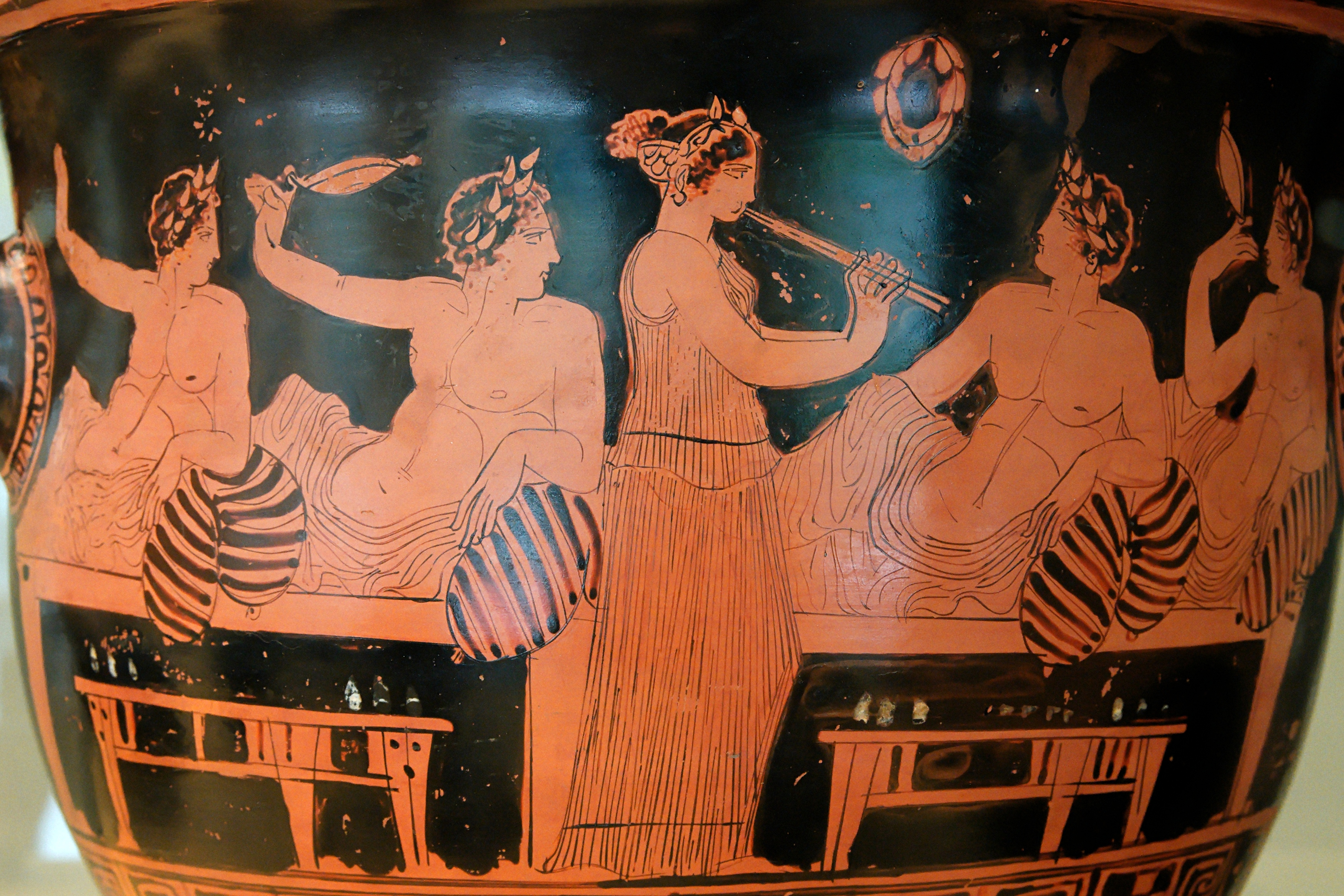
Сцена греческого симпосия. Полулежащих участников, играющих в коттаб, развлекает музыкой авлетка. Фрагмент краснофигурной вазы, расписанной Никием (ок. 420 до н. э.)

«Пир мудрецов» (др.-греч. Δειπνοσοφισταί; варианты перевода: «Пирующие мудрецы», «Пирующие софисты») — обширное сочинение Афинея (рубеж II и III веков н. э.) на древнегреческом языке в 15 частях («книгах»). Первая, вторая книги и начало третьей книги сохранились только в виде конспекта («эпитомы»). 

## Содержание
Книга Афинея представляет собой огромную и пёструю (с тематическими повторами, с неупорядоченно и противоречиво используемыми терминами) компиляцию цитат, анекдотов, пересказов вторичных источников (позднеантичных толковых словарей, библиографических аннотаций и т. п.) и других извлечений из древнегреческих писателей (более 1500 цитат из 800 авторов), без какой-либо рефлексии компилятора по поводу значимости цитируемых сведений и оценки их достоверности.
«Пир мудрецов» написан в форме диалога (за исключением книги XII), в подражание Платону (в частности, его «Пиру»). При большом фактическом объёме сочинения тематический круг его гораздо уже платоновского — он охватывает темы, так или иначе связанные с симпосиями как таковыми — их историей, бытовыми традициями, кухней (блюдами, напитками, посудой и т. п.), пиршественными развлечениями (музыка, танец, поэзия). Ценность в том, что многие из сочинений, на которые ссылается Афиней, не сохранились. В частности, большой интерес для историков античной гомосексуальности представляет обсуждение этого предмета у Афинея. Среди прочего в книге приведён древнейший сохранившийся авторский кулинарный рецепт (приготовления цеполы).
Удельный вес философских вопросов (свойственных платоновским «мудрецам») в компиляции Афинея невелик: в VI книге сотрапезники беседуют о параситах, льстецах и сибаритской роскоши, в VII книге — о различных видах наслаждения, VIII книга содержит критику зоологических трудов Аристотеля.

## Издания и переводы

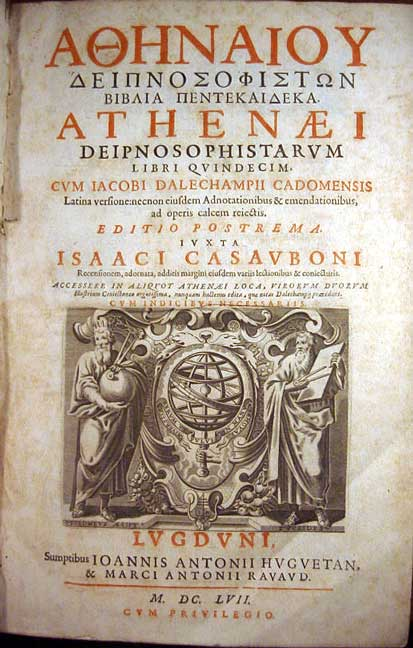
Одна из перепечаток издания Казобона (1657)

В издании Казобона (Женева, 1597) появился сначала текст этого сочинения и латинский перевод его, затем комментарий к нему (Лион, 1600), а в лионском издании 1612 года они были объединены. Новый античный текст, введённый в оборот Казобоном, вызвал комментарии со стороны многих интеллектуалов XVII века (в частности, Томаса Брауна, который посвятил ему эссе на латыни).
В 1796—1843 гг. в Лейпциге издавался один комментарий без перевода, снабжённый обширными примечаниями. Новым эталоном стало издание Швейггейзера (14 т., Страсбург, 1801—1807), где помещены латинский перевод и сам текст, исправленный по новым рукописным экземплярам. В XIX веке карманные издания были выпущены Диндорфом (3 т., Лейпциг, 1827) и Мейнеке (3 т., Лейпциг, 1859; 4-й том заключает «Критические прибавления», Лейпциг, 1867).

### Издания
- Athenaei Naucratitiae. Deipnosophistarum libri XV / rec. G. Kaibel. — Lipsiae: Teubner, 1887—1890 (классич. изд. оригинал. текста, выполненное Георгом Кайбелем[нем.]).
- Athenaeus. The Deipnosophists / Ed. and transl. by Ch. B. Gulick. — Vol. I—VII. — Cambridge, Mass., 1961—1970. — (Loeb Classical Library 204, 208, 224, 235, 274, 327, 345) (критич. изд. оригинала и англ. пер.).
- Ateneo. I Deipnosofisti / I dotti a banchetto; Introd. di Christian Jacob. — T. 1—4. — Roma: Salerno editrice, 2001 (греч. текст и первый полный итальянский перевод с обширным комментарием; под редакцией Лучано Канфоры).
- Athénée de Naucratis. Les Deipnosophistes: Livres I—II / Texte établi et trad. par A. M. Desrousseaux. — Paris: Les Belles Lettres, 1956— (Collection Budé; греч. текст и фр. пер.; издание не завершено).

### Переводы
Полный русский перевод:
- Афиней. Пир мудрецов: в 15 кн.
  - Книги I—VIII. / Пер. Н. Т. Голинкевича. Комм. М. Г. Витковской, А. А. Григорьевой, Е. С. Иванюк, О. Л. Левинской, Б. М. Никольского, И. В. Рыбаковой. Отв. ред. М. Л. Гаспаров. — М.: Наука, 2003. 656 с. ISBN 5-02-011816-8 (серия «Литературные памятники»)
  - Книги IX—XV. / Пер. и примеч. Н. Т. Голинкевича. — М.: Наука, 2010. 597 с. ISBN 978-5-02-037384-6

Частичные русские переводы:
- Сведения о Скифии и Кавказе // Вестник древней истории. 1948. № 2. С. 288—292.
- Отрывки / Пер. С. Ошерова. // Поздняя греческая проза. / Сост. С. Поляковой. М.: ГИХЛ. 1961. С. 449—472.
- Отрывки / Пер. Т. А. Миллер и М. Л. Гаспарова. // Памятники поздней античной научно-художественной литературы. / Отв. ред. М. Л. Гаспаров. М.: Наука. 1964. С. 178—197.
  - Отрывки: [Переизд.] // Византийские историки: Дексипп, Эвнапий, Олимпиодор, Малх, Пётр Патриций, Менандр, Кандид, Ноннос и Феофан Византиец. Пирующие софисты / Афиней. — Рязань: Александрия, 2003. — 431 с. — ISBN 5-94460-009-8.

Английские переводы:
- Athenaeus. The Deipnosophists or Banquet of the learned / Literally translated by C. D. Yonge. — 3 vol. — London, 1864 (англ. перевод).